# Dietrich Eichmann
Dietrich Eichmann (* 21. Januar 1966 in Erlangen) ist ein deutscher Komponist und Improvisationsmusiker (Piano).

## Leben und Wirken
Eichmann, der in Berlin aufwuchs, erhielt als Jugendlicher ersten Klavierunterricht von Yoshiko Tatsumi. Anfang der 1980er Jahre erteilte ihm Alexander von Schlippenbach weiteren Klavier- und Improvisationsunterricht. Nach einigen Aktivitäten als Jazzmusiker begann er 1985 ein Studium der Musikwissenschaft und Philosophie an der FU Berlin. Von 1986 bis 1992 studierte er an der Hochschule für Musik Karlsruhe Komposition bei Wolfgang Rihm, Theorie und Analyse bei Mathias Spahlinger und Walter Zimmermann. Er war Mitbegründer der Neuen Komponisten Gesellschaft e.V., die zwischen 1990 und 1996 Konzerte und Happenings in Karlsruhe und auf überregionaler und internationaler Ebene präsentierte, etwa 1994 eine Tournee mit Teodoro Anzellotti, Ken Butler, Anthony Coleman, Michel Ackermann, Christoph Grund, Wolfgang von Stuermer und ihm. Zwischen 1992 und 1996 schloss er seine Studien am Conservatoire Royal de Musique in Lüttich ab, wo er auch als Assistent von Frederic Rzewski fungierte. 
Eichmanns Schaffen als Komponist umfasst etwa 60 Werke aller Kategorien. Seine Musiksprache wurzelt im Jazz und in der improvisierten Musik, verbunden mit einer radikalen und kompromisslosen Arbeitsweise im Tonsatz. 1995/96 entstand in Zusammenarbeit mit der Choreographin Stéphanie Aubin im Auftrag der Opéra de Lyon ein Ballett-Triptychon mit seiner Musik, das über 20 Aufführungen in Paris und Lyon erlebte. Sein 1999 mit dem SWR Sinfonieorchester Baden-Baden und Freiburg uraufgeführtes Klavierkonzert Entre deux guerres erschien 2002 auf CD. Im Oktober 2002 erklang die erste Version seines Prayer to the Unknown Gods of the People Without Rights für Ensemble mit improvisierendem Solisten durch das Kammerorchester der Musikhochschule Wuppertal und Peter Brötzmann beim Festival Die 3. Art in  Wuppertal. Das Ensemble Modern, das 2002 beim Berliner Festival MaerzMusik sein Werk Verdichtung uraufgeführt hathe, initiierte eine Neufassung des Stückes, die es mit Brötzmann 2006 in der Alten Oper Frankfurt uraufführte. Er komponierte auch für Hörspiele, etwa für Christine Nagels Flog ein Vogel federlos (2024).
Seit einer ersten USA-Tournee als Improvisator im Frühjahr 2002, die er mit Lars Scherzberg und Astrid Weins bestritt, arbeitete Eichmann im Duo mit dem New Yorker Schlagzeuger Jeff Arnal, das auch im Antwerpener Konzertsaal deSingel, im Sendesaal von Radio Bremen, sowie 2005 auf dem Festival Improvised and Otherwise in Brooklyn auftrat. Weiterhin improvisierte er mit Wolfgang Fuchs, Garrett List und Ramón López.
Mit dem Sänger und Elektronik-Spezialisten Gunnar Brandt-Sigurdsson, dem Saxophonisten Chris Heenan, dem Schlagzeuger Michael Griener, sowie den beiden Kontrabassisten Alexander Frangenheim und Christian Weber gründete er sein Dietrich Eichmann Ensembles, das seit dem Herbst 2007 tätig war, das Album The Hot Days einspielte und 2008 auch mit dem Londoner Art-Rock-Duo Walter & Sabrina auftrat. Seine Musik ist international auf zahlreichen Hörfunkaufnahmen und Tonträgerveröffentlichungen dokumentiert.
Eichmann führte weiterhin pädagogische Projekte für die Universität der Künste und MaerzMusik, die Education Abteilung der Berliner Philharmoniker und ohrenstrand.net durch. Außerdem gründete er das CD-Label oaksmus und organisierte zwischen 2000 und 2004 die gleichnamige Studiokonzertreihe in Berlin. Seit 2017 lebt er in Coswig, wo er seit 2018 die Konzertreihe „Neue Musik im Fläming“ veranstaltet.

## Diskographische Hinweise
- Hole in the Bird (Wergo 2001)
- Dietrich Eichmann/Jeff Arnal: The Temperature Dropped Again (Leo Records 2004)[6]
- Dietrich Eichmann Ensemble: The Hot Days (Leo Records 2007)
- Camila Nebbia, Dietrich Eichmann, John Hughes, Jeff Arnal: Chrononaux (Generate Records 2024)
- Jeff Arnal, Dietrich Eichmann: Tides of Unrest / Berlin 2023 (NoBusiness Records 2025)

## Hörspiele (Auswahl)
- 2016: Christine Nagel: Heteroptera. Oder vom Sehen lernen beim Malen. (Komponist, auch Sprecher) – Regie: Christine Nagel (Feature – DLF)
- 2021: Christine Nagel: Siren_web_client.exe (Sprechrolle: Dr. Leopold Gran, Redakteur in Ruhestand) – Regie: Christine Nagel (Original-Hörspiel – NDR/DLR)
- 2021: Christine Nagel: Rahel, damit sie mich kennen. Zum 250. Geburtstag von Rahel Levin Varnhagen (10 Teile) (Komposition; Musik: Klavier) – Regie: Christine Nagel (Originalhörspiel – RBB)
- 2024: Christine Nagel: Flog ein Vogel federlos (Komposition; Musik: Klavier, Posaune) – Regie: Christine Nagel (Originalhörspiel – DLF (DLR)/BR)

Quellen: ARD-Hörspieldatenbank und HörDat, die Hörspieldatenbank